# San Miguel de las Palmas
San Miguel de las Palmas es una localidad del estado mexicano de Guerrero. Es parte del municipio de Huitzuco de los Figueroa.

## Toponimia
El nombre «San Miguel» hace referencia al santo patrono de la localidad: Miguel Arcángel.

## Demografía
| Gráfica de evolución demográfica |
|                                  |

| Censo | Población |
| ----- | --------- |
| 1950  | 721       |
| 1960  | 927       |
| 1970  | 954       |
| 1980  | 1 031     |
| 1990  | 1 207     |
| 2000  | 1 202     |
| 2010  | 1 194     |
| 2020  | 1 178     |